# PUZZLE/Revive
〈PUZZLE/Revive〉(퍼즐/리바이브, 일본어: パズル／リバイヴ 파즈루 / 리바이브[*]) 또는 〈Revive/PUZZLE〉은 쿠라키 마이의 31번째 싱글이다. 2009년 4월 1일에 노던 뮤직에서 발매됐다.

## 개요
캐치프레이즈는 “때려부술 각오를 줄게/다시 일어날 강함을 줄게”
이번 싱글 〈PUZZLE／Revive〉와 〈Revive／PUZZLE〉의 2개의 제목이 있으며, 자켓이나 봉입 특전이 다르다. 또, 각각 초회한정반, 통상반의 2형태로 발매되고, 합계 2개의 제목 4개의 형태로 발매됐다.
처음에는 4월 15일에 발매될 예정이였지만, 〈Revive〉가 1월 19일에 애니메이션 《명탐정 코난》의 오프닝 테마로 쓰여지게 돼서,
2주 앞당겨서 발매가 됐다.
2009년 9월 9일에 발매된 베스트 음반 《ALL MY BEST》에는 〈PUZZLE〉만이 수록됐다. 한편, 〈Revive〉는 2010년 11월 17일 발매인 정규 앨범 《FUTURE KISS》에 수록됐다.

## 특전
- 〈PUZZLE／Revive〉는 초회한정반과 통상반에 공통 특전으로 모바일 게임용 QR 코드가 들어가있는 《명탐정 코난》 카드 A가, 게다가 초호한정반에만 있는 특전으로 톡톡 PHOTO 퍼즐 A가 봉입되어있다.
- 〈Revive／PUZZLE〉는 초회한정반, 통상반 공통 특전으로 모바일 게임용 QR 코드가 들어있는 《명탐정 코난》 카드 B가, 게다가 초회한정반에만 있는 특전으로 톡톡 PHOTO 퍼즐B가 봉입되어있다.

## 이벤트
발매를 기념해서 “Mai Kuraki 10th Anniversary EVENT : PUZZLE”이 개최되고, 참가자에서 본인으로부터 “10th Anniversary Patch (바펜)”이 수교되었다.
- 4월 1일 도쿄 돔시티 라쿠아 가든 스테이지
- 4월 2일 한큐니시노미야 가든 4F 스카이 가든
- 4월 4일 오사카·센리 추오 셀시 광장
- 4월 5일 이온레이크 타운 MORI

## 수록곡

### 초회반
1. PUZZLE[1] (3:59)
  - 작사: 쿠라키 마이, 작곡: 모치즈키 유에, 히라가 타카히로, 편곡: 오자와 마사즈미
2. Revive (4:42)
  - 작사: 쿠라키 마이, 작곡: 오노 아이카, 편곡: 미구엘 사 페소아

반주 코러스는 포르투갈어
3. The ROSE ~melody in the sky~ Live Rehearsal Session (2:40)
4. PUZZLE (instrumental)
5. Revive (instrumental)

#### 통상반
1. PUZZLE
2. Revive
3. PUZZLE (instrumental)
4. Revive (instrumental)

### 〈Revive/PUZZLE〉

#### 초회반
1. Revive
2. PUZZLE
3. The ROSE ~melody in the sky~ Live Rehearsal Session
4. Revive (instrumental)
5. PUZZLE (instrumental)

#### 통상반
1. Revive
2. PUZZLE
3. Revive (instrumental)
4. PUZZLE (instrumental)

## 참가 음악가
PUZZLE
- 랩: Young Life

## 타이업
PUZZLE
- 극장판 《명탐정 코난: 칠흑의 추적자》 주제가

Revive
- 요미우리 TV계 TV 애니메이션 《명탐정 코난》 여는 곡